# Голтет (Осло)

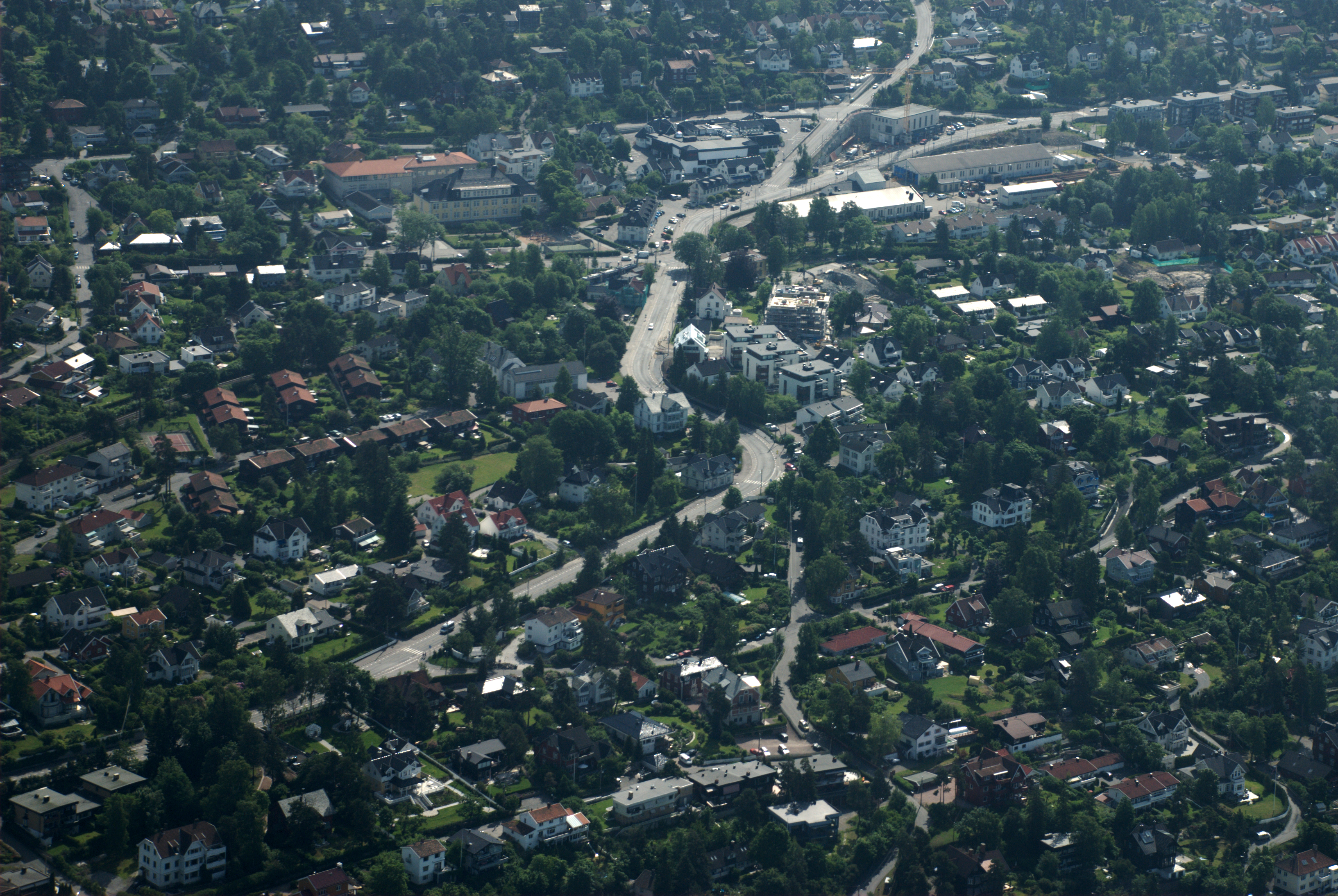
Голтет (Беккелагет, Нордстранд, Осло) з повітря

Голтет (норв. Holtet i Oslo) — один з основних районів Осло та центр колишнього району Екеберг-Беккелагет, що нині входить до складу округу Нордстранн [ˈnûːʂʈrɑn]. Вважається центром району Беккелагет. Район є транспортним вузлом, де Екебергбанен перетинає Конгсвайен, а Конгсвайен зустрічається з Екебергвайеном і Рашсвегеном. Тут також розташовані школи Беккелагет і середня школа Голтет. У районі також є низка підприємств, продуктові магазини з делікатесами, магазини квітів, одягу, техніки, електротехніки, кафе, супермаркети та заклади швидкого харчування.
Район названий на честь маєтку (хутору, ферми, норв. gård) Голтет, розташованого на захід від сьогоднішнього центру. Садиба маєтку була розташована за адресою Holtveien 6, 7 та 9.
Holtveien 6a — це вілла, збудована в 1910 році власником маєтку Альбертом Йоганнесеном (архітектор Густав Гульбрандсен) у стилі необароко / модерн.
З 1924 року будинок використовували як резиденцію директора залізниці Екеберг, а сьогодні — як центр для людей похилого віку / сільський будинок.
Далі на північ у цьому районі, ближче до школи Brannfjell, знаходиться місто-сад Голтет (норв. Holtet hageby), який насправді розташований на землі, яка колись належала Ekeberg, а не маєтку Голтет. Це місто-сад складається зі 180 жител, розподілених у 59 будинках, побудованих для Кооперативної житлово-будівельної асоціації профспілок у 1925—1931 роках.